# Schlierbach (Neuental)
Schlierbach ist der südlichste Ortsteil der Gemeinde Neuental im nordhessischen Schwalm-Eder-Kreis.

## Geographische Lage
Schlierbach liegt gut fünf Kilometer nördlich von Treysa am westlichen linken Ufer der Schwalm nahe der Einmündung des gleichnamigen Schlierbaches. Östlich des Ortes erhebt sich der 343 m hohe ehemalige Burgberg Landsburg, auf dem früher Basalt abgebaut wurde. Im Nordwesten befindet sich ein zum Staatsforst Jesberg gehöriges Waldgebiet mit dem 352 m hohen Ziegenkopf und dem Prinzessingarten. Der zwischen Kellerwald und Knüllgebirge gelegene Abschnitt des Fernwanderwegs Lulluspfad durchquert den Ort und überquert hier die Schwalm.

## Geschichte
Die älteste bekannte schriftliche Erwähnung von Schlierbach erfolgte unter dem Namen Slirbach im Jahr 1193. im Jahr 1448 war der Ort verwüstet und teils zu Wald geworden, 1575 wurde er wieder als Dorf erwähnt. Schlierbach gehörte seit dem Mittelalter zum Gericht Waltersbrück. 1569 stellte sich das Dorf unter hessischen Schutz und wurde vom Amt Borken verwaltet, 1814 kam es zum Amt Jesberg und 1821 zum Kreis Fritzlar, der 1932 im Kreis Fritzlar-Homberg (1939 umbenannt in Landkreis Fritzlar-Homberg) und 1974 im Schwalm-Eder-Kreis aufging.
Im Zuge der Gebietsreform in Hessen wurde die bis dahin selbständige Gemeinde Schlierbach zum 31. Dezember 1971 auf freiwilliger Basis in die neue Gemeinde Neuental eingegliedert. Für den Ortsteil Schlierbach wurde, wie für die übrigen Ortsteile Neuentals, ein Ortsbezirk mit Ortsbeirat und Ortsvorsteher nach der Hessischen Gemeindeordnung eingerichtet.

## Bevölkerung
Einwohnerstruktur 2011

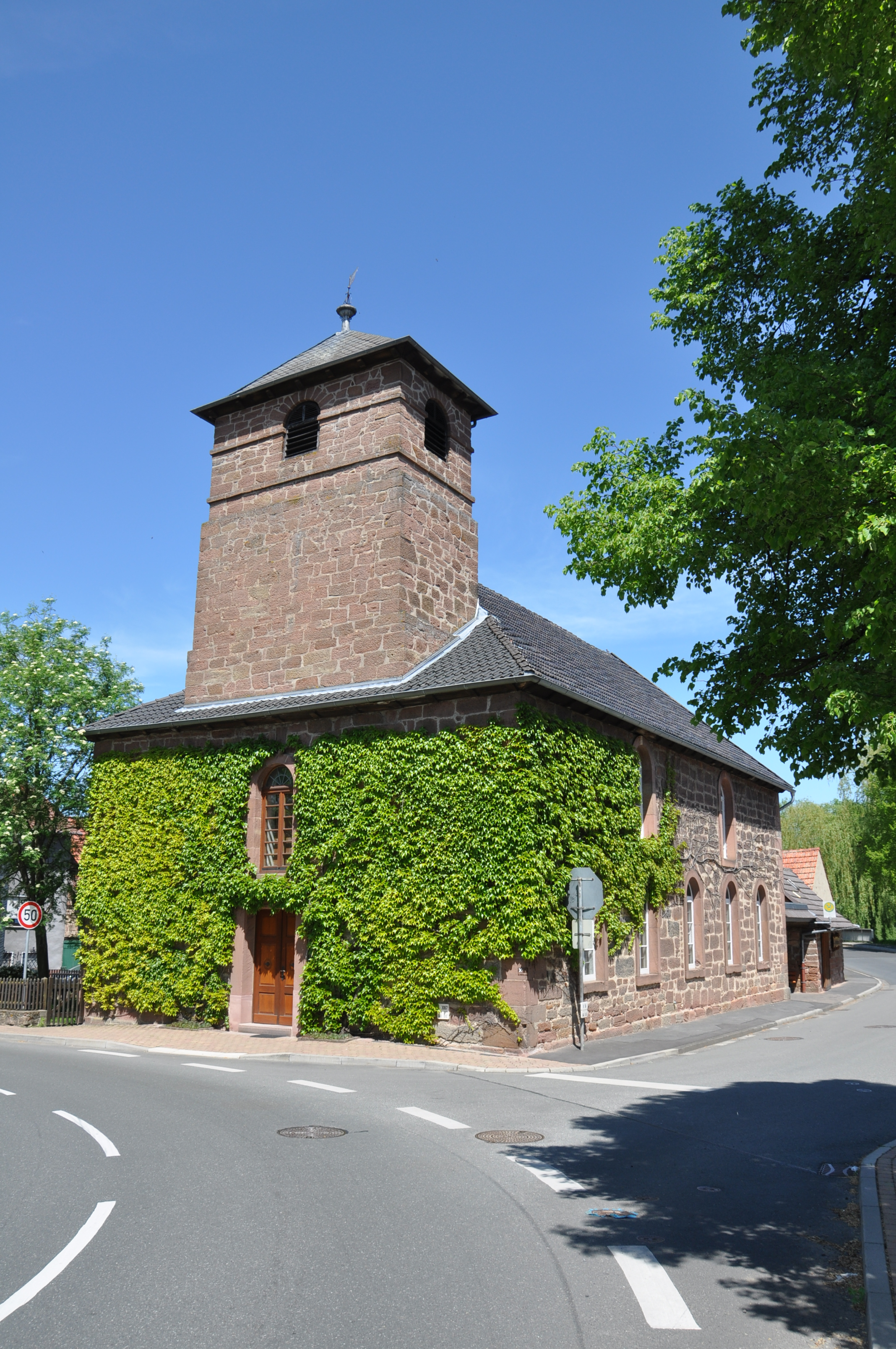
Neuental-Schlierbach, ev. Kirche

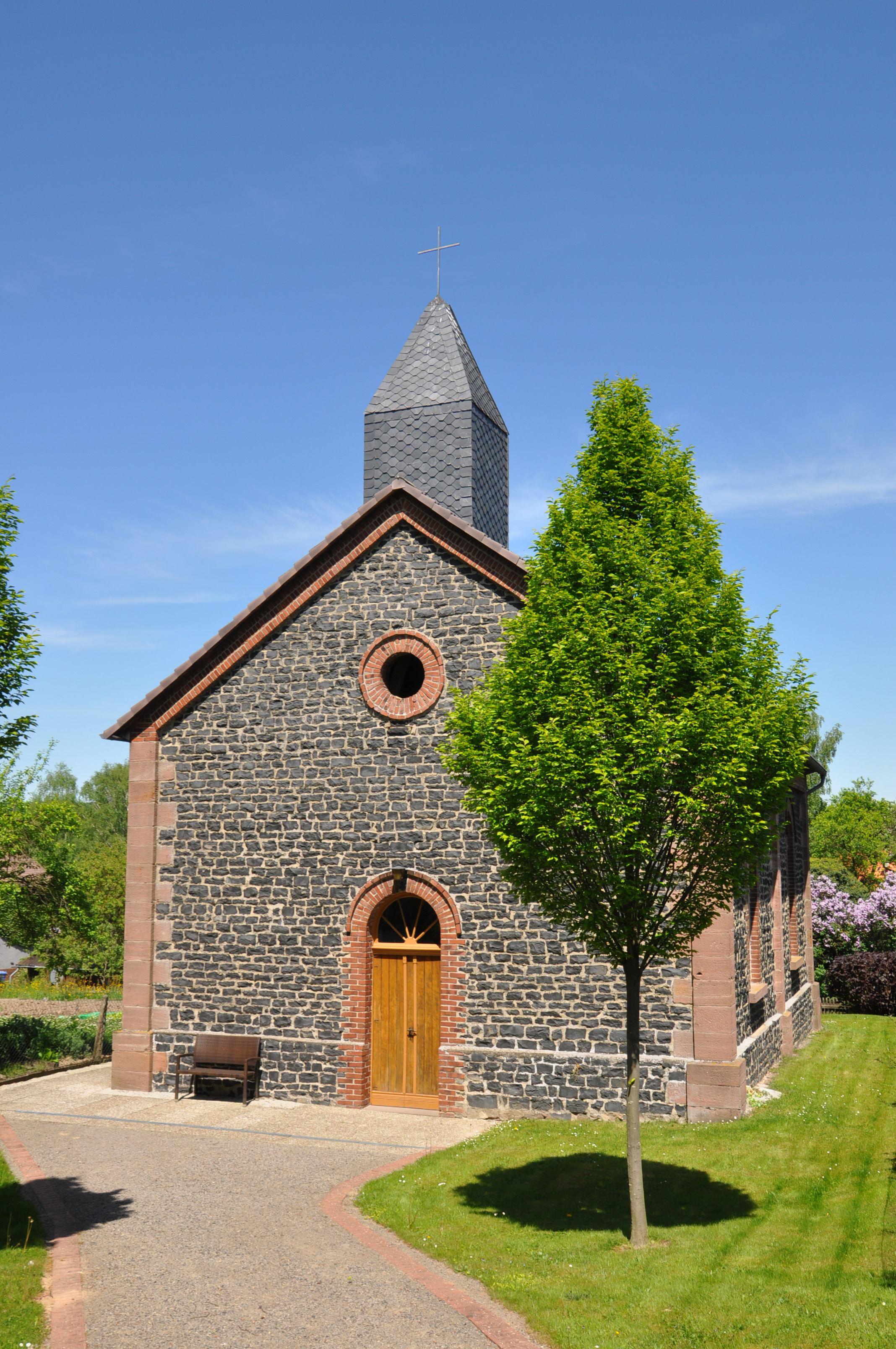
Neuental-Schlierbach, Kirche der Selbständigen Ev.-Luth. Gemeinde (SELK)

Nach den Erhebungen des Zensus 2011 lebten am Stichtag, dem 9. Mai 2011, in Schlierbach 309 Einwohner. Darunter waren keine Ausländer.
Nach dem Lebensalter waren 48 Einwohner unter 18 Jahren, 135 zwischen 18 und 49, 48 zwischen 50 und 64 und 63 Einwohner waren älter. Die Einwohner lebten in 129 Haushalten. Davon waren 36 Singlehaushalte, 36 Paare ohne Kinder und 45 Paare mit Kindern, sowie 12 Alleinerziehende und keine Wohngemeinschaften. In 30 Haushalten lebten ausschließlich Senioren und in 75 Haushaltungen lebten keine Senioren.
Einwohnerentwicklung
| Quelle: Historisches Ortslexikon |                |
| • um 1575/85                     | 41 Hausgesesse |
| • 1742:                          | 45 Häuser      |
| • 1747:                          | 48 Hausgesesse |

| Schlierbach: Einwohnerzahlen von 1783 bis 2016 | Schlierbach: Einwohnerzahlen von 1783 bis 2016 | Schlierbach: Einwohnerzahlen von 1783 bis 2016 | Schlierbach: Einwohnerzahlen von 1783 bis 2016 | Schlierbach: Einwohnerzahlen von 1783 bis 2016 |
| --- | ---------------------------------------------- | ---------------------------------------------- | ---------------------------------------------- | ---------------------------------------------- |
| Jahr |                                                |                                                |                                                | Einwohner                                      |
| 1783 | 1783                                           |                                                | 235                                            | 235                                            |
| 1800 | 1800                                           |                                                | ?                                              | ?                                              |
| 1834 | 1834                                           |                                                | 439                                            | 439                                            |
| 1840 | 1840                                           |                                                | 449                                            | 449                                            |
| 1846 | 1846                                           |                                                | 422                                            | 422                                            |
| 1852 | 1852                                           |                                                | 449                                            | 449                                            |
| 1858 | 1858                                           |                                                | 412                                            | 412                                            |
| 1864 | 1864                                           |                                                | 393                                            | 393                                            |
| 1871 | 1871                                           |                                                | 380                                            | 380                                            |
| 1875 | 1875                                           |                                                | 361                                            | 361                                            |
| 1885 | 1885                                           |                                                | 394                                            | 394                                            |
| 1895 | 1895                                           |                                                | 374                                            | 374                                            |
| 1905 | 1905                                           |                                                | 411                                            | 411                                            |
| 1910 | 1910                                           |                                                | 414                                            | 414                                            |
| 1925 | 1925                                           |                                                | 404                                            | 404                                            |
| 1939 | 1939                                           |                                                | 382                                            | 382                                            |
| 1946 | 1946                                           |                                                | 625                                            | 625                                            |
| 1950 | 1950                                           |                                                | 618                                            | 618                                            |
| 1956 | 1956                                           |                                                | 480                                            | 480                                            |
| 1961 | 1961                                           |                                                | 426                                            | 426                                            |
| 1967 | 1967                                           |                                                | 422                                            | 422                                            |
| 1980 | 1980                                           |                                                | ?                                              | ?                                              |
| 1990 | 1990                                           |                                                | ?                                              | ?                                              |
| 2000 | 2000                                           |                                                | ?                                              | ?                                              |
| 2011 | 2011                                           |                                                | 309                                            | 309                                            |
| 2016 | 2016                                           |                                                | 308                                            | 308                                            |
| Datenquelle: Historisches Gemeindeverzeichnis für Hessen: Die Bevölkerung der Gemeinden 1834 bis 1967. Wiesbaden: Hessisches Statistisches Landesamt, 1968. Weitere Quellen: LAGIS; Gemeinde Neuental, Zensus 2011 |                                                |                                                |                                                |                                                |

Historische Erwerbstätigkeit
| • 1961 | Erwerbspersonen: 98 Land- und Forstwirtschaft, 69 Produzierendes Gewerbe, 36 Handel und Verkehr, 13 Dienstleistungen und Sonstiges |

## Politik
Für Schlierbach besteht ein Ortsbezirk (Gebiete der ehemaligen Gemeinde Schlierbach) mit Ortsbeirat und Ortsvorsteher nach der Hessischen Gemeindeordnung. Der Ortsbeirat besteht aus fünf Mitgliedern.
Bei den Kommunalwahlen in Hessen 2021 betrug die Wahlbeteiligung zum Ortsbeirat Schlierbach 65,31 %. Alle Kandidaten gehörten der „Gemeinschaftsliste Schlierbach“ an. Der Ortsbeirat wählte Lisa Heinmüller zur Ortsvorsteherin.

## Religion
Bis zur Errichtung der heutigen evangelischen Kirche im Jahr 1820 hatte Schlierbach eine gemeinsame Kirche mit Elnrode-Strang. Bis 2013 bildete der Ort mit Waltersbrück und Dorheim ein Kirchspiel. Zum 1. Januar 2014 haben sich diese drei Gemeinden mit den Nachbargemeinden Allendorf und Michelsberg zur Kirchengemeinde Landsburg zusammengeschlossen. Darüber hinaus gibt es in Schlierbach seit etwa 1880 eine Gemeinde der Renitenten Kirche, die seit 1897 über ein eigenes Gotteshaus verfügt und heute zur Selbständigen Evangelisch-Lutherischen Kirche gehört.
Historische Religionszugehörigkeit
| Quelle: Historisches Ortslexikon |                                                                   |
| • 1861:                          | 390 evangelisch-reformierte, 7 jüdische Einwohner                 |
| • 1885:                          | 394 evangelische (= 100 %) Einwohner                              |
| • 1961:                          | 393 evangelische (= 92,25 %), 26 katholische (= 6,10 %) Einwohner |

## Verkehr
Durch Schlierbach führt die durch das Schwalmtal verlaufende Landesstraße 3076, von der die Landesstraße 3385 über Elnrode-Strang nach Jesberg und die Kreisstraße 56 nach Dorheim abzweigen. Nachbarorte sind neben Dorheim im Osten und Elnrode im Westen Allendorf an der Landsburg im Süden und Waltersbrück im Norden. Die geplante Trasse der Autobahn 49 im Abschnitt zwischen Neuental und Schwalmstadt führt westlich am Ort vorbei.
Die Main-Weser-Bahn führt am gegenüberliegenden Schwalmufer östlich an Schlierbach vorbei. Seit 1880 gibt es einen etwa einen halben Kilometer außerhalb des Ortskerns gelegenen Haltepunkt, 1913 wurde dort ein Bahnhofsgebäude errichtet. Heute wird Schlierbach von der im Abschnitt Kassel–Treysa als Regionalbahn verkehrenden Regionalexpresslinie RE98 nach Frankfurt bedient. Zusätzlich verkehren zur Hauptverkehrszeit einzelne Züge der Linie RB38.
| Linie | Verlauf | Takt                     | Betreiber        |
| ----- | --- | ------------------------ | ---------------- |
| RE98  | Main-Sieg-Express: Kassel Hbf – Kassel-Wilhelmshöhe – Baunatal-Guntershausen – Edermünde-Grifte – Felsberg-Wolfershausen – Felsberg-Altenbrunslar – Felsberg-Gensungen – Wabern (Bz Kassel) – Singlis – Borken (Hess) – Zimmersrode – Schlierbach (Kr Schwalm-Eder) – Treysa – Schwalmstadt-Wiera – Neustadt (Kr Marburg) – Stadtallendorf – Kirchhain (Bz Kassel) – Marburg (Lahn) – Gießen – Friedberg (Hess) – Frankfurt (Main) West (einzelne Züge im Berufsverkehr) – Frankfurt (Main) Hbf Gießen – Frankfurt vereinigt mit RE 99 von Siegen Stand: Fahrplanwechsel Dezember 2021 | 120 min                  | HLB Hessenbahn   |
| RB38  | Kassel Hbf – Kassel-Wilhelmshöhe – Kassel-Oberzwehren – Baunatal-Rengershausen – Baunatal-Guntershausen – Edermünde-Grifte – Felsberg-Wolfershausen – Felsberg-Altenbrunslar – Felsberg-Gensungen – Wabern (Bz Kassel) – Singlis – Borken (Hess) – Zimmersrode – Schlierbach (Kr Schwalm-Eder) – Treysa Stand: Fahrplanwechsel Dezember 2021 | einzelne Fahrten zur HVZ | DB Kurhessenbahn |